# سردیک وسکس
سردیک (به انگلیسی: Cerdic) با تلفظ چردیک ([chairdik]) (درگذشتهٔ ۵۳۴) پادشاه و بنیان‌گذار پادشاهی ساکسون غربی یا وسکس بود. گفته می‌شود تمامی شهریاران انگلستان به جز کانوت بزرگ، هاردیکانوت، هارولد یکم، هارولد دوم و ویلیام فاتح از نسل او هستند.

## زندگی‌نامه
سردیک، رهبر ساکسون‌ها و پسرش سینریک در ۴۹۵ به انگلستان حمله کرده و وارد همپشایر شدند. با این‌حال آن‌ها پس از ورود مورد حملهٔ بریتون‌ها واقع شدند و تا ۵۰۸ خبری از آن‌ها نبود تا اینکه سردیک در همان سال طی قتل‌عامی وسیع موفق به شکست دادن بریتون‌ها شد. او سپس به تقویت قوای خود با نیروهای تازه‌نفس ساکسون که به تازگی وارد شده بودند پرداخت و توانست پیروزی دیگری را در ۵۱۹ در سرتیسفورد، جایی که چارتفورد امروزی واقع شده‌است به‌دست‌آورد. او سپس در همان سال خود را شاه نامید.
سردیک سپس به سوی غرب حرکت کرد اما در ۵۲۰ از بریتون‌ها در بادبری یا مانت بادون در دورست شکست خورد و در ۵۲۷ مجدداً درگیر جنگ دیگری با بریتون‌ها شد. سردیک در ۵۳۴ درگذشت.